# Okręg wyborczy nr 8 do Senatu Rzeczypospolitej Polskiej (2001–2011)
Okręg wyborczy nr 8 do Senatu Rzeczypospolitej Polskiej obejmował w latach 2001–2011 obszar województwa lubuskiego. Wybierano w nim 3 senatorów na zasadzie większości względnej.
Powstał w 2001, jego obszar należał wcześniej do okręgów obejmujących województwa gorzowskie i zielonogórskie oraz część województwa leszczyńskiego. Zniesiony został w 2011, na jego obszarze utworzono nowe okręgi nr 20, 21 i 22.
Siedzibą okręgowej komisji wyborczej była Zielona Góra.

## Reprezentanci okręgu
| Rok  | Senator komitet wyborczy                     | Senator komitet wyborczy                                       | Senator komitet wyborczy                     | Senator komitet wyborczy                                       | Senator komitet wyborczy                     | Senator komitet wyborczy                                        |
| ---- | -------------------------------------------- | -------------------------------------------------------------- | -------------------------------------------- | -------------------------------------------------------------- | -------------------------------------------- | --------------------------------------------------------------- |
| 2001 |                                              | Jolanta Danielak KKW Sojusz Lewicy Demokratycznej – Unia Pracy |                                              | Zbyszko Piwoński KKW Sojusz Lewicy Demokratycznej – Unia Pracy |                                              | Zdzisław Jarmużek KKW Sojusz Lewicy Demokratycznej – Unia Pracy |
| 2005 |                                              | Elżbieta Rafalska Prawo i Sprawiedliwość                       |                                              | Dariusz Bachalski Platforma Obywatelska RP                     |                                              | Marian Miłek KWW prof. Mariana Miłka                            |
| 2007 | Władysław Dajczak Prawo i Sprawiedliwość     | Henryk Woźniak Platforma Obywatelska RP                        |                                              | Stanisław Iwan Platforma Obywatelska RP                        |                                              |                                                                 |
| 2011 | okręg zniesiony, patrz okręgi nr 20, 21 i 22 | okręg zniesiony, patrz okręgi nr 20, 21 i 22                   | okręg zniesiony, patrz okręgi nr 20, 21 i 22 | okręg zniesiony, patrz okręgi nr 20, 21 i 22                   | okręg zniesiony, patrz okręgi nr 20, 21 i 22 | okręg zniesiony, patrz okręgi nr 20, 21 i 22                    |

## Wyniki wyborów
Symbolem „●” oznaczono senatorów ubiegających się o reelekcję.

### Wybory parlamentarne 2001
| Kandydat                                              | Kandydat                | Komitet wyborczy                                     | Głosów  |
| ----------------------------------------------------- | ----------------------- | ---------------------------------------------------- | ------- |
|                                                       | Jolanta Danielak●       | KKW Sojusz Lewicy Demokratycznej – Unia Pracy        | 123 892 |
|                                                       | Zbyszko Piwoński●       | KKW Sojusz Lewicy Demokratycznej – Unia Pracy        | 116 018 |
|                                                       | Zdzisław Jarmużek●      | KKW Sojusz Lewicy Demokratycznej – Unia Pracy        | 105 092 |
|                                                       | Marian Miłek            | KWW Blok Senat 2001                                  | 57 416  |
|                                                       | Henryk Kaczor           | Samoobrona Rzeczpospolitej Polskiej                  | 53 688  |
|                                                       | Elżbieta Płonka●        | KWW Senator Elżbiety Płonka                          | 47 087  |
|                                                       | Aleksander Kozłowski    | KWW Blok Senat 2001                                  | 39 355  |
|                                                       | Bogusław Bil            | Polskie Stronnictwo Ludowe                           | 33 025  |
|                                                       | Izydor Budych           | Polskie Stronnictwo Ludowe                           | 27 180  |
|                                                       | Marek Żeromski          | Polskie Stronnictwo Ludowe                           | 26 423  |
|                                                       | Grażyna Wojciechowska   | KWW Wojciechowska                                    | 26 252  |
|                                                       | Jan Kowalewski          | Polska Unia Gospodarcza                              | 19 155  |
|                                                       | Rafał Zapadka           | Konserwatywno-Liberalna Partia Unia Polityki Realnej | 14 245  |
|                                                       | Józef Jakimcio-Turowski | Alternatywa Ruch Społeczny                           | 12 969  |
| Frekwencja: 42,57% Źródło: Państwowa Komisja Wyborcza |                         |                                                      |         |

*Jolanta Danielak i Zbyszko Piwoński reprezentowali w Senacie IV kadencji (1997–2001) województwo zielonogórskie, Zdzisław Jarmużek i Elżbieta Płonka byli wcześniej przedstawicielami województwa gorzowskiego.

### Wybory parlamentarne 2005
| Kandydat                                              | Kandydat              | Komitet wyborczy                           | Głosów |
| ----------------------------------------------------- | --------------------- | ------------------------------------------ | ------ |
|                                                       | Elżbieta Rafalska     | Prawo i Sprawiedliwość                     | 88 044 |
|                                                       | Dariusz Bachalski     | Platforma Obywatelska RP                   | 69 515 |
|                                                       | Marian Miłek          | KWW prof. Mariana Miłka                    | 44 900 |
|                                                       | Jolanta Danielak●     | Sojusz Lewicy Demokratycznej               | 41 698 |
|                                                       | Andrzej Bocheński     | Sojusz Lewicy Demokratycznej               | 41 582 |
|                                                       | Czesław Jasionowski   | Liga Polskich Rodzin                       | 37 213 |
|                                                       | Stanisław Stolarczyk  | Samoobrona Rzeczpospolitej Polskiej        | 33 523 |
|                                                       | Przemysław Samociak   | Samoobrona Rzeczpospolitej Polskiej        | 30 019 |
|                                                       | Joanna Kasprzak-Perka | Sojusz Lewicy Demokratycznej               | 29 020 |
|                                                       | Alfred Owoc           | KWW Alfreda Owoca                          | 25 810 |
|                                                       | Grażyna Wojciechowska | Socjaldemokracja Polska                    | 25 591 |
|                                                       | Jolanta Fedak         | Polskie Stronnictwo Ludowe                 | 20 146 |
|                                                       | Mirosław Raiter       | Platforma Janusza Korwin-Mikke             | 20 129 |
|                                                       | Jarosław Kaczmarek    | Polskie Stronnictwo Ludowe                 | 19 795 |
|                                                       | Władysław Komarnicki  | KWW Władysława Komarnickiego               | 18 938 |
|                                                       | Andrzej Chrzanowski   | KWW Zjednoczenie Prawicy                   | 16 508 |
|                                                       | Stefania Jawornicka   | Partia Demokratyczna – demokraci.pl        | 14 703 |
|                                                       | Janusz Soroka         | Organizacja Narodu Polskiego – Liga Polska | 7784   |
|                                                       | Hubert Radecki        | Polska Partia Narodowa                     | 4985   |
|                                                       | Jan Tyblewski         | KWW – Ogólnopolska Koalicja Obywatelska    | 2489   |
| Frekwencja: 35,43% Źródło: Państwowa Komisja Wyborcza |                       |                                            |        |

### Wybory parlamentarne 2007
| Kandydat                                              | Kandydat            | Komitet wyborczy                      | Głosów  |
| ----------------------------------------------------- | ------------------- | ------------------------------------- | ------- |
|                                                       | Henryk Woźniak      | Platforma Obywatelska RP              | 140 123 |
|                                                       | Stanisław Iwan      | Platforma Obywatelska RP              | 136 153 |
|                                                       | Władysław Dajczak   | Prawo i Sprawiedliwość                | 90 322  |
|                                                       | Jolanta Danielak    | KKW Lewica i Demokraci SLD+SDPL+PD+UP | 87 769  |
|                                                       | Jerzy Wierchowicz   | KKW Lewica i Demokraci SLD+SDPL+PD+UP | 78 565  |
|                                                       | Czesław Jasionowski | Prawo i Sprawiedliwość                | 67 363  |
|                                                       | Czesław Fiedorowicz | KWW Czesława Fiedorowicza             | 59 416  |
|                                                       | Jacek Brzeziński    | Polskie Stronnictwo Ludowe            | 56 965  |
|                                                       | Jolanta Fedak       | Polskie Stronnictwo Ludowe            | 45 719  |
|                                                       | Jan Świrepo         | Polskie Stronnictwo Ludowe            | 32 098  |
|                                                       | Anna Drobek         | Samoobrona Rzeczpospolitej Polskiej   | 22 821  |
|                                                       | Rafał Zapadka       | Unia Polityki Realnej                 | 13 896  |
| Frekwencja: 50,35% Źródło: Państwowa Komisja Wyborcza |                     |                                       |         |